# ミッシング・デイ
『ミッシング・デイ』（Reclaim）は、2014年の中国・マレーシア・アメリカ合衆国のスリラー映画。監督はアラン・ホワイト、出演はライアン・フィリップ、ラシェル・ルフェーブル、ジョン・キューザックなど。養子縁組を望むアメリカ人夫婦と彼らから大金を巻き上げようとする詐欺集団との戦いを描いている。
アメリカ合衆国では2014年9月19日から一部劇場での限定公開と、ビデオ・オン・デマンドによる配信が行われた。

## ストーリー
南米プエルトリコ。養子縁組のためにこの地を訪れたスティーヴンとシャノンの夫婦は、ニーナという少女を養子に迎え入れることになった。夫婦とニーナはすぐに打ち解け合い、血の繋がった親子のような幸せな時間を過ごしていた。だが、突然ニーナが姿を消してしまう。必死に探す夫婦だったが、そこで地元警察から驚くべきことを知らされる。なんと養子縁組業者は架空のもので、今回の養子縁組は「リクレイム」と呼ばれる詐欺集団が夫婦から大金を騙し取るために計画した新手の詐欺だったのだ。怒りに震える夫婦は、犯人を追い詰めようと独自に調査を開始するが、そこで詐欺集団のボスであるベンジャミンに見つかり、シャノンは人質に取られ、スティーヴンは彼女を助けるために新たに大金を用意するよう脅しを受けるのだった。スティーヴンは妻であるシャノンと、組織に犯罪の道具にされているニーナを救い出すため、決死の行動に打って出る。

## キャスト
※括弧内は日本語吹替
- ベンジャミン: ジョン・キューザック（家中宏）

詐欺集団のボス。
- スティーヴン: ライアン・フィリップ（菊池康弘）

シャノンの夫。シャノンとは美術学校で出会った。オモチャのデザイナー。
- シャノン: ラシェル・ルフェーブル（千田ミヤコ）

スティーヴンの妻。27歳。ミネソタ出身。足に傷がある。
- ニーナ: ブリアナ・ロイ

スティーヴンとシャノンの養女。7歳。
- ガブリエル・レイガート: ジャッキー・ウィーヴァー（南山裕希）

ニーナの養子縁組を担当した人物。
- 警察本部長: ルイス・ガスマン（長洋平）
- ベロニカ

スティーヴンの知人。
- サロ

スティーヴンの知人。

## 作品の評価
Rotten Tomatoesによれば、10件の評論のうち高評価はなく、平均点は10点満点中2.9点となっている。
Metacriticによれば、7件の評論のうち、高評価はなく、賛否混在は3件、低評価は4件で、平均点は100点満点中26点となっている。